# トーハン
株式会社トーハン（英: TOHAN Corporation）は、東京都新宿区に本社を置く出版物専門商社であり、取次会社である。

## 概要
1949年（昭和24年）、日本出版配給株式会社を前身に東京出版販売として創業。以後出版物流通・取次の分野ではコンピュータシステム・オンラインシステムの導入など、革新的なシステムを真っ先に取り入れるなど業界の最先端を進んでおり、出版物取次においては日本出版販売（日販）と共に2大大手として知られている。1992年、CIを導入し現社名となった。
セブン&アイ・ホールディングスとの関わりが深く、セブンイレブンで扱われる雑誌・書籍はトーハンから配送されるものである。また、イー・ショッピング・ブックス（現・セブンネットショッピング）に関しては出資者の一つであるとともに、物流・在庫を一手に取り仕切っている。セブン&アイ・ホールディングスのCEOを務めた鈴木敏文は当社の出身で、2015年現在トーハンの役員でもある。
出版流通改革を目指す「桶川計画」を発表、2005年には埼玉県桶川市に世界最大級の書籍物流施設「トーハン桶川SCMセンター」を開設した。
独自の中小書店支援の取り組みとして、注文した商品を書店の店頭で受け取れるオンライン書店のe-honや、客注商品の速配サービスであるブックライナーを運営している。
いくつかの出版社が分野別に「図書目録刊行会」を結成して分野別図書目録を発行しているが、その事務所はトーハン内にある。
フランスで毎年行われているJapan Expoのオフィシャルパートナーであり、日本企業の出展窓口を務め、また会場の設営・管理に当たっている。

## 沿革

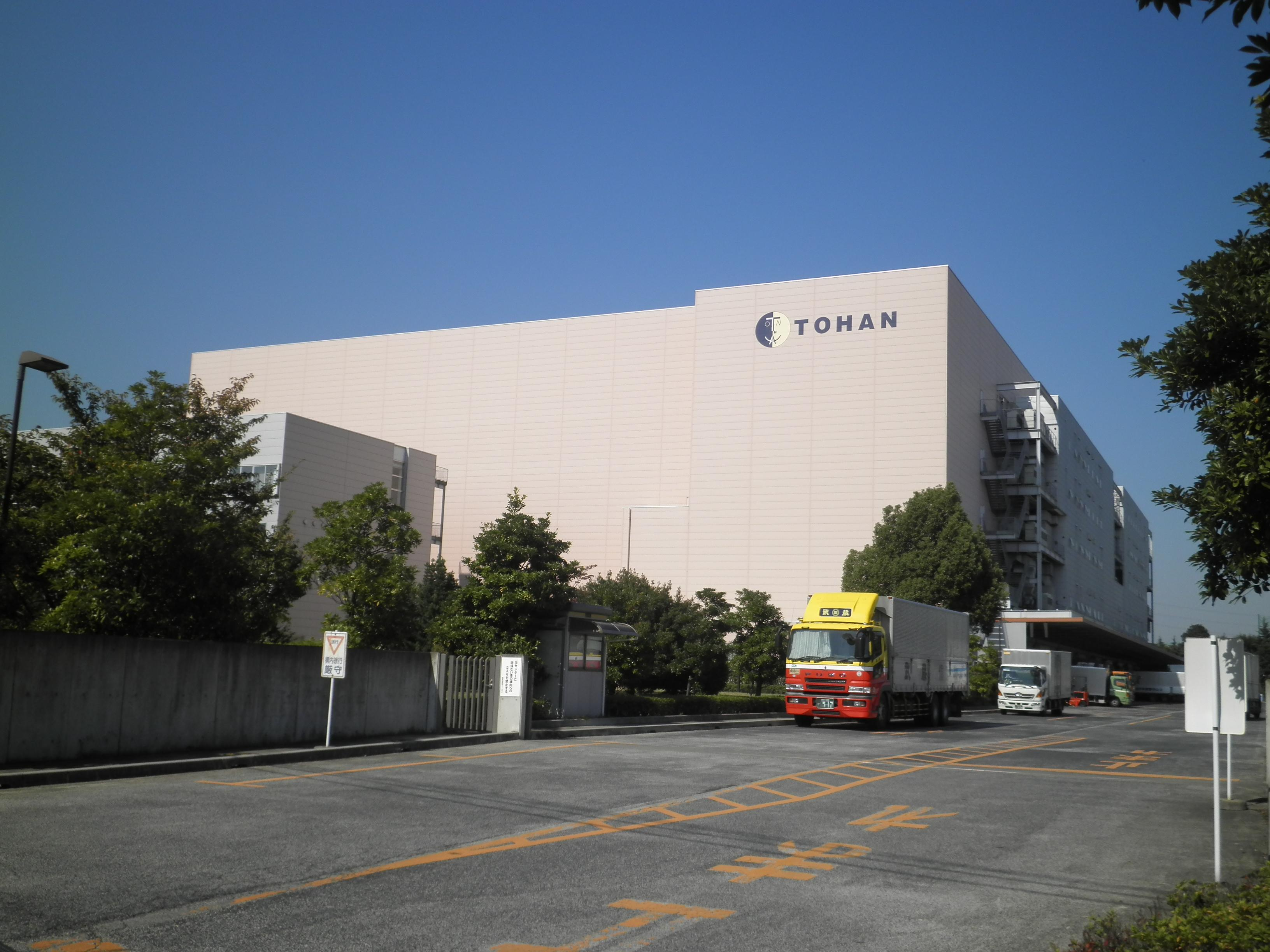
トーハン桶川SCMセンター

- 1949年（昭和24年）9月 - 日本出版配給株式会社を前身に東京出版販売として創業。
- 1950年（昭和25年）11月 - 本社新社屋（九段）が落成。
- 1955年（昭和30年）1月 - 業界に先駆けコンピュータ化を図り、日本IBM社のPCS（パンチカードシステム）を導入。
- 1956年（昭和31年）2月 - 出版関連の調査・研究機関として出版科学研究所を設立 （1969年より「全国出版協会」に移管）。
- 1958年（昭和33年）1月 - 東販自動車株式会社を設立。
- 1962年（昭和37年）7月 - 東不動産株式会社（のちの東販株式会社、株式会社ターク）を設立。
- 1963年（昭和38年）10月 - フランクフルト国際図書展に初参加、日本の出版業界のパイオニアとして新市場を開拓。
- 1966年（昭和41年）12月 - 東販商事株式会社を設立。
- 1968年（昭和43年）7月 - 本社を東京都新宿区（現住所）に新築し、移転。
- 1973年（昭和48年）
  - 2月 - 株式会社東京ブッククラブを設立。
  - 6月 - 出版興業株式会社（現・トーハンロジテックス）を設立。
  - 8月 - 株式会社綜合教育センターを設立。
- 1984年（昭和59年）6月 - 東販TONETS（東販総合オンラインネットワークシステム）稼働。
- 1986年（昭和61年）10月 - 世界で初めての電子目録「東販CD-ROMシステム」（出版情報検索システム）を開発。。
- 1987年（昭和62年）4月 - 株式会社綜合教育センターが株式会社東販ブック信販を吸収合併。
- 1989年（平成元年）
  - 2月 - 株式会社ジャパン・エイ･ヴイ・レンタルシステム（現・ティー・アンド・ジー）を設立。
  - 3月 - 東販リーシング株式会社を設立。
- 1990年（平成2年）
  - 2月 - 初の海外法人として、台湾で出版事業を行う現地法人「台灣東販股份有限公司」を設立。
  - 4月 - 株式会社東販総研を設立。
- 1991年（平成3年）10月 - 東販TONETSを発展させた出版情報・流通ネットワークシステム「SUPER TONETS」誕生。
- 1992年（平成4年）
  - 1月 - CI導入により商号を株式会社トーハンに変更。
  - 2月 - 株式会社トーハン・システム・エンジニアリングを設立。
  - 7月 - 株式会社トーハン・コンピュータ・サービスを設立。
  - 10月 - 愛知県岩倉市に中部ロジスティックスセンターを設置。
- 1994年（平成5年）10月 - 東販総研とタークが合併、商号を株式会社トーハン総研へ変更。
- 1995年（平成7年）
  - 1月 - 株式会社ジャパン・メディア・サービス（現・トーハン・メディア・ウェイブ）を設立。
  - 8月 - 株式会社トーハン・ロジテムを設立。
- 1996年（平成8年）
  - 2月 - 出版情報を提供するウェブサイト「本の探検隊」をオープン。
  - 3月 - 加須市に東京ロジスティックスセンターを設置。
  - 4月 - 雑誌返品処理施設「東京ロジスティックスセンター」が全面稼働、荷受から古紙化までを完全自動化する業界初の一貫システムを構築。11月より、他取次の雑誌返品業務受託開始。
- 1999年（平成11年）
  - 10月 - 株式会社トーハン・コンサルティングを設立。
  - 11月 - 凸版印刷との合弁会社、株式会社デジタルパブリッシングサービスを設立。
- 2000年（平成12年）
  - 8月 - 株式会社ブックライナーを設立。
  - 11月 - 「本の探検隊」を大幅にバージョンアップさせたオンライン書店、全国書店ネットワーク「e-hon」オープン。
- 2001年（平成13年）9月 - 「SUPER TONETS」の新サービスとして「Web-TONETS」稼働。
- 2002年（平成13年）
  - 3月 - 上尾市にトーハン上尾センター（雑誌送品物流設備）を設置。
  - 8月 - 中部ロジスティックスセンターを小牧市へ移転。
- 2003年（平成14年）
  - 8月 - 株式会社トーハン・メディア・ホールディングスを設立。
  - 10月 - 東販商事とジャパン・メディア・サービスが合併、商号を株式会社トーハン・メディア・ウェイブへ変更。
- 2004年（平成16年）7月 - 株式会社金文図書出版販売新社（現・きんぶん図書）を設立。
- 2005年 （平成17年）
  - 7月 - 講談社、小学館グループなど出版社38社との共同出資により株式会社出版QRセンターを設立。
  - 10月 - 桶川市にトーハン桶川SCMセンター（書籍総合物流設備）を設置。
  - 11月 - ジャパン・エイ･ヴイ・レンタルシステムにゲオが出資し、株式会社ティー・アンド・ジーに社名を変更。
  - 12月 -「Web‐TONETS」の機能を大幅に拡充・強化した「Web‐TONETS GS」を本格スタート。
- 2006年（平成18年）2月 - ティー・アンド・ジ－、新業態複合書店の新ブランド「プラスゲオ」1号店オープン。
- 2007年（平成19年）
  - 9月 - トーハン総研を吸収合併。
  - 10月 - 書籍注文品流通の物流拠点「トーハン桶川SCMセンター」全面稼働。
- 2009年（平成21年）
  - 1月 - ポイントカードシステム「e‐honブックショップメンバーズ」運用スタート。
  - 4月 - 医療従事者向け電子書籍販売サイト「Medical e-hon」オープン
  - 10月 - ティー・アンド・ジー、文具雑貨販売のフランチャイズ「T.CLIP」1号店オープン。
- 2010年（平成22年）6月 - 中国出版集団公司、中国図書進出口（集団）総公司、株式会社中国メディアとの合弁で中国出版トーハン株式会社を設立。
- 2011年（平成23年）1月 - 書店向けシステム「TONETS V」を稼動。
- 2012年（平成24年）
  - 2月 - 電子書籍販売サイト「Digital e-hon」をオープンし、「Medical e-hon」を統合。
  - 7月 - 株式会社明屋書店と資本・業務提携。
  - 9月 - 出版社向けシステム「TONETS i」を稼動。
- 2013年（平成25年）
  - 4月 - 阪急電鉄より株式を取得し、株式会社ブックファーストと資本・業務提携
  - 8月 - ベストアシストとトーハン・ロジテムが合併して、商号を株式会社トーハンロジテックスへ変更。
- 2014年（平成26年）
  - 3月 - 文具・雑貨の大型売場「nota nova」1号店オープン。
  - 12月 - KADOKAWAとオンライン書店、電子書店、リアル書店の3チャネルで連携を開始。
- 2015年（平成27年）1月 - アマゾンジャパンに定期雑誌（増刊・別冊を含む）、ムック、コミックスの新刊の供給を開始。
- 2016年（平成28年）2月 - 文具・雑貨の大型売場「nota nova」1号店オープン。
- 2018年（平成30年）8月 - 株式会社三洋堂ホールディングスと資本・業務提携。
- 2019年（令和元年）
  - 3月 - 株式会社アクトスとフランチャイズ契約を結び、フィットネスジム運営事業を開始[2]
  - 7月 - 株式会社デルフォニックスと資本・業務提携[3]。
- 2020年（令和2年）
  - 3月 - 時間課金制のカフェ型コワーキングスペース「HAKADORU（ハカドル）」の展開を開始[4]
  - 11月16日 - 野村證券において、当社株式の株主コミュニティが運営を開始される[5]。（初回取引日は同年12月15日。）
- 2021年（令和3年）
  - 3月 - 株式会社マリモクラフトと資本・業務提携。
  - 4月 - 株式会社メディアドゥと資本・業務提携。
  - 5月10日 - 新社屋へ移転（住所はそのまま）。
  - 8月 - 本や出版業界の魅力を伝えるYouTubeチャンネル「出版区 -SHUPPUNK-」を開設し、動画配信を開始[6]
  - 11月1日 - 保有する株式会社廣文館の全株式を株式会社大垣書店に譲渡[7]。
- 2022年（令和4年）10月 - 全国の書店とのネットワークを活かした新規事業として、スペースレンタルプラットフォーム「ブクマスペース(BOOKMARK_SPACE)」の運営をスタート[8]
- 2023年（令和5年）
  - 1月 - 株式会社リトプラと共同で、書店の店内スペースを活用した集客支援パッケージとして、ポップアップ型デジタルキッズパーク「リトルプラネット ポップアップパーク with ブックストア」を開発[9]
  - 3月 - ファイヤーサイド株式会社を完全子会社化[10]
  - 3月 - 株式会社Nebraskaが開発した「MUJIN書店（現デジテールストア）」のシステムを利用し、書店の無人営業に関する実証実験を開始[11]
  - 10月1日 - 株式会社トーハン・インターメディアを吸収合併。
  - 10月1日 - 東販自動車株式会社が株式会社トーハンロジテックスを吸収合併し株式会社トーハンロジテックスに社名変更[12]
  - 11月 - 株式会社アクセアとフランチャイズ契約を結び、トーハングループのあおい書店春日店を一部改装して、デジタルプリントショップ「アクセア春日店」をオープン[13]
- 2024年（令和6年）
  - 6月 - 株式会社シャトレーゼとフランチャイズ契約を締結し、トーハングループの明屋書店川之江店（愛媛県四国中央市）の敷地内に、ケーキ・和洋菓子等のスイーツを販売する「シャトレーゼ四国中央川之江店」をオープン[14]
  - 10月 - 株式の公開買付け（TOB）により日本出版貿易株式会社を連結子会社化
  - 10月 - 株式会社らくだの書店事業を株式会社明屋書店に事業譲渡
  - 10月 - 小型書店の開業をサポートする少額取次サービス「HONYAL」（ホンヤル）を開始[15]
  - 11月 - セイコーマートとの取引開始[16]
  - 12月 - オリジナル電子コミックレーベル「Freedia comics(フリーディア コミックス）」を設立[17]
- 2025年（令和7年）
  - 2月 - 株式会社ブックス・トキワが株式会社らくだを吸収合併
  - 3月 - 川口市にトーハン川口センター（送品物流設備）を設置
  - 3月～6月 - 日本出版販売からローソン並びにファミリーマート一部店舗への雑誌の配送業務を引き継ぎ、ローソン並びにファミリーマートとの取引開始[18][19][20]。
  - 3月 - 株式会社テラーノベルと共同で、スマートフォン向けショートドラマの制作事業を開始[21]
  - 5月 - 株式会社テラーノベルと共同で、オリジナル電子コミックレーベル「テラーコミックス」を創刊[22]
  - 6月 - 株式会社リトプラに出資するとともに、同社が企画・開発する体験型テーマパークのサウジアラビアにおける独占運営権を取得[23]

## トーハングループ

### 連結子会社
- 株式会社トーハンロジテックス - 出版物等の輸送・検品・仕分・梱包等
- 株式会社ブックライナー - 「本の特急便」「ざっしの定期便」事業
- 株式会社きんぶん図書（93.5%） - 西日本エリアを中心とした学習参考書の卸売業
- 協和出版販売株式会社 - 出版物等の卸売
- 株式会社スーパーブックス - 「住吉書房」「山下書店」「オークスブックセンター」「スーパーブックス」「メディアライン」「書房すみよし」「あおい書店」「わんだーらんど」等の運営。
- 株式会社明屋書店（93.5%） - 書店「明屋書店」「金龍堂」「らくだ書店」「あおい書店」「カルコス」の運営。
- 株式会社ブックファースト - 「ブックファースト」「アミーゴ書店」「アバンティブックセンター」の運営
- 株式会社文真堂書店 - 「文真堂書店」「Bookman’s Academy」の運営
- 株式会社岩瀬書店 - 「岩瀬書店」の運営
- 株式会社岩瀬ブックサービス
- 株式会社ブックス・トキワ
- 株式会社ティーブックセラーズ - 「ブックマルシェ」の運営
- 株式会社トーハン・メディア・ホールディングス
  - 株式会社トーハン・メディア・ウェイブ - AVソフト・マルチメディア商材・書店用品等の卸売業販売
- 株式会社メディア・パル - 出版業
- 株式会社トーハン・コンサルティング - 教育研修・人材派遣事業。出版業界専門求人サイト「出版.com」の運営
- 株式会社トーハン・コンピュータ・サービス - 情報処理サービス事業
- 東販リーシング株式会社 - リース・金融・保険代理業
- 株式会社デルフォニックス - 文具・雑貨の商品企画、店舗開発及び直営店「DELFONICS」「Smith」等の運営
- 株式会社マリモクラフト - ファッション雑貨の卸売販売、キャラクター雑貨の企画開発
- ファイヤーサイド株式会社 - 薪ストーブ・暖房器具・同付属品輸入卸販売
- 日本出版貿易株式会社（73.9%） - 書籍、雑誌、学術文献、各種教材、音響ソフト他の輸出入並びに国内販売
  - JPT AMERICA, INC.
  - JPT EUROPE LTD.
  - HAKUBUNDO,INC.

### 非連結子会社
- 台灣東販股份有限公司 - 中国語出版物の編集、出版
- DELFONICS FRANCE EURL

### 持分法適用関連会社
- 株式会社東京堂（25.4%） - 不動産賃貸業、書店「東京堂書店」の運営。
- 株式会社三洋堂ホールディングス（37.2%）
  - 株式会社三洋堂書店 - 書店
- 株式会社デジタルパブリッシングサービス（50%） - 凸版印刷との合弁会社。オンデマンド出版、自費出版。
- 株式会社勝木書店（28.6%）
- 株式会社ETS（45%） - 東京エコールとの合弁会社。文具雑貨等の卸売
- 株式会社八重洲ブックセンター（49%） - 書店
- 株式会社金海堂（98.7%）
- 株式会社トップカルチャー（22.5%）

### 持分法非適用関連会社
- 中国出版トーハン株式会社 - 中国語コンテンツの翻訳出版、輸入販売
- 株式会社九州雑誌センター
- 株式会社明文堂プランナー - 書店

### 過去のグループ企業
- 株式会社あおい書店 - 19店舗をグループ書店に譲渡して、株式会社らくだへ吸収合併。
- 株式会社トーハン・システム・エンジニアリング - 株式会社トーハン・コンピュータ・サービスへ吸収合併。
- 株式会社東京ブッククラブ
- 株式会社兼商 - 北海道エリアの出版物卸売業
- 株式会社住吉書房
- 株式会社アバンティブックセンター[24]
- 株式会社山下書店
- 株式会社出版QRセンター
- 株式会社綜合教育センター（51.4%） - 持分法適用関連会社、小学館との合弁会社。
- 株式会社トーハンロジテックス
- 株式会社トーハン・インターメディア - 文具雑貨の卸売・カフェ運営
- 株式会社らくだ - 書店「らくだ書店」「あおい書店」「カルコス」「鎌倉文庫」の運営。
- 株式会社ティー・アンド・ジー（55.6%） - ゲオホールディングスとの合弁会社。「プラスゲオ」のFC事業。

## その他
- 2008年12月、トーハンが書籍『セブン-イレブンの正体』（週刊金曜日取材班と古川琢也の共著）[25]の配本を取りやめたと週刊金曜日などが主張した。関係筋によれば、「セブン-イレブンの盟主である鈴木敏文がトーハンの取締役副会長を務めており、その告発本を扱うわけにはいかないと週刊金曜日側に通告してきた」と主張しているが[26]、トーハンが「e-hon」を通じ、当該出版物を配本・販売していることが確認できる[27]。
- 2017年5月中旬、週刊新潮が掲示する車内広告の内容がトーハンを通じて週刊文春に事前に漏れていたとする記事が週刊新潮に掲載される。週刊新潮側はスクープ記事を週刊文春に潰されたと批判し、週刊文春側は情報の不正・不法入手や記事盗用などを否定したものの、トーハンは記事を貸し渡した事実について認め、謝罪している[28][29]。
- 2022年1月18日、サラメシの「新入社員スペシャル」にて新入社員と社員食堂が紹介された[30]。